# Augusts Kirhenšteins
Augusts Kirhenšteins (i nogle kilder August Kirchenstein; 18. september 1872 i Mazsalaca i Guvernement Livland – 3. november 1963 i Riga i Lettiske SSR) var en lettisk mikrobiolog og pædagog. Kirhenšteins var Letlands ministerpræsident fra den 20. juni 1940 til den 25. august 1940, og fungerende som, men var ikke folkevalgt, Letlands præsident fra den 21. juli 1940 til den 25. august 1940. Det var Kirhenšteins' pro-sovjetiske regering, som formelt stod for ansøgningen om, at Republikken Letland blev optaget i Sovjetunionen efter anneksionen af landet i 1940. I årene 1940–52 var Kirhenšteins "Formand for Præsidiet for den Øverste Sovjet for den Lettiske Sovjetiske Socialistiske Republik".